# Pressehaus Vilnius

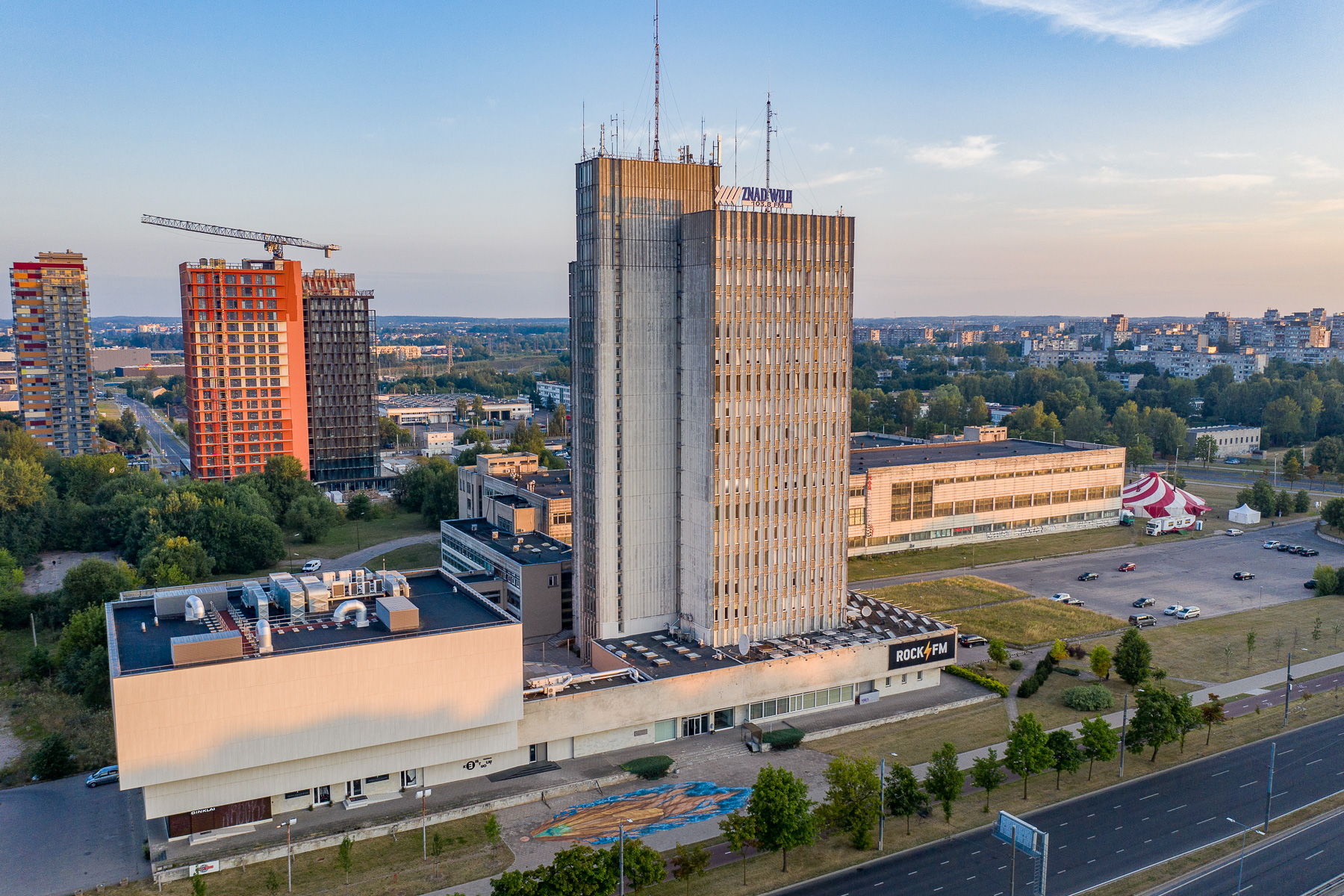

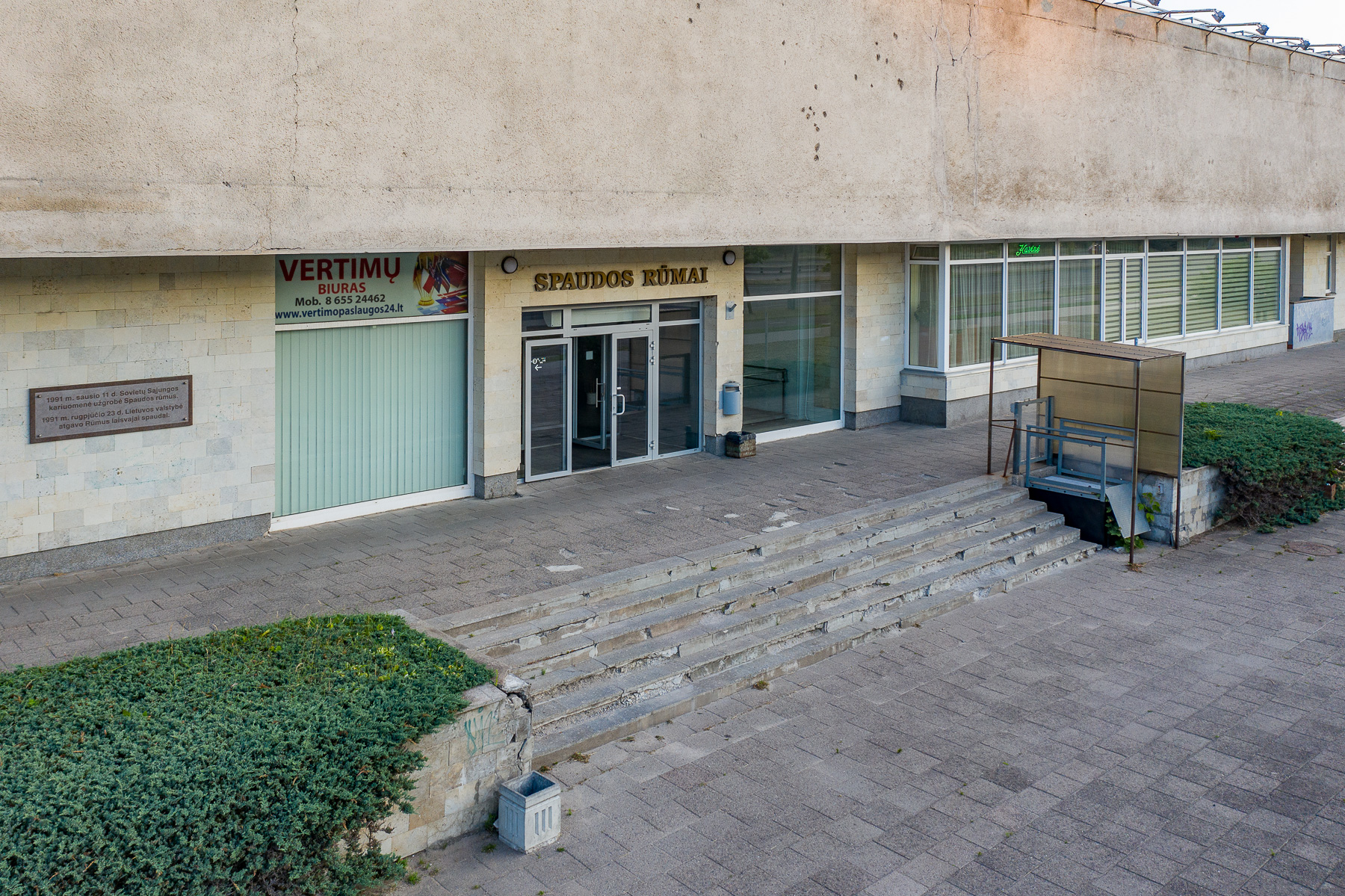
Eingang

Das Pressehaus Vilnius (oder Pressepalast, lit. Spaudos rūmai) ist ein achtzehnstöckiges Gebäude in der litauischen Hauptstadt Vilnius, im Stadtteil Viršuliškės, Laisvės prospektas 60. Die Miteigentümer des Gebäudes sind im Verein Spaudos Rūmų Aukštuminio Pastato Savininkų Bendrija "Spaudos Rūmai" organisiert. Neben dem Pressepalast befindet sich der Andrei-Sacharow-Platz, auf dem über 500 Autos Platz finden.

## Organisationen
Mehr als 100 Unternehmen besitzen oder mieten Räumlichkeiten im Pressehaus, darunter:
- Verlage „Savaitė“, „Savaitės ekspresas“
- Radiosender „Radiocentras“, „Relax FM“, „Zip FM“, „Russkoje radio Baltija“, „Kelyje“ (Studio Vilnius), Znad Willi, Jazz FM (Radiosender)
- Theater Keistuolių, eine Fahrschule, Rechtsanwaltskanzleien, Apotheke
- Unternehmen wie Tango reklama, Dujotekana, Vilniaus ginklai, Taxis, Tourismus und andere Branchenunternehmen mit insgesamt über 1000 Mitarbeitern.

## Geschichte
Der sowjetische Pressepalast wurde 1985 in Sowjetlitauen erbaut. Am 11. Januar 1991 besetzte die sowjetische Armee den Pressepalast gewaltsam. Bei der Beschlagnahme wurde die Fassadenwand des Palastes mit einem Maschinengewehr beschossen.
2001 verlor das Pressehaus einen Teil des Eigentumsrechts seines Grundstücks. 85 Ar Land wurden auch an andere Gebäude und Organisationen zugeteilt, auf denen drei riesige Gebäude (das Keistuolių-Theater, der ehemalige Catering-Komplex von LKP-Zentralkomitee und das Pressehaus) stehen. 2004 wurde die Aufteilung des 7,8 ha großen Grundstücks zwischen den Gebäuden in diesem Bereich angekündigt. Die Teilung führte zu einem Streit vor Gericht, der bis heute andauert. Daher gehört dieses Grundstück weiterhin dem Staat, es steht der NŽT zur Verfügung. Für die Renovierungsarbeiten ist die Zustimmung der Vermieter des Grundstücks erforderlich.